# Kristian Østervold
Kristian Johan Østervold (* 16. Januar 1885 in Austevoll; † 29. Juli 1960 in Fitjar) war ein norwegischer Segler.

## Erfolge
Kristian Østervold, der für den Bergens Seilforening segelte, wurde 1920 in Antwerpen bei den Olympischen Spielen in der 12-Meter-Klasse nach der International Rule von 1907 Olympiasieger. Er war Crewmitglied der Atlanta, die als einziges Boot seiner Klasse teilnahm. Der Atlanta genügte mangels Konkurrenz in zwei Wettfahrten jeweils das Erreichen des Ziels zum Gewinn der Goldmedaille. Zur Crew gehörten zudem neben den Brüdern Halvor und Rasmus Birkeland, Lauritz Christiansen, Halvor Møgster und Hans Næss auch Østervolds Brüder Ole, Jan und Henrik Østervold. Letzterer war Besitzer und Skipper der Atlanta.